# Złoty wiek (mitologia)

Złoty wiek wyobrażony na barokowym fresku autorstwa Pietro da Cortona

Złoty wiek – w mitologii greckiej to wiek obfitości i szczęścia.
Starożytni autorzy dzielili mitologiczną wizję ewolucji świata na kolejne epoki, zwane wiekami, wyznaczane przez kolejne żyjące w nich rodzaje ludzkie. Pisze o nich wpierw Hezjod w swym dziele Prace i dnie (109-201), używając słowa genos tłumaczonego jako pokolenie, wiek, ród, potomstwo, rasa. Potem zaś Owidiusz w Przemianach (1, 89-150) porusza ten temat, używając słów aetas, czyli wiek, i proles, a więc potomstwo.
Najlepszy, złoty wiek ludzkości był ten pierwszy, jeszcze za panowania tytana Kronosa, nim obalił go Zeus. Wtedy to, jak to opisuje Hezjod, ludzie zostali uczynieni (poiein) przez bogów, którzy w przyszłości osiądą na Olimpie. Pierwszy ród ludzi (niekoniecznie w dzisiejszym rozumieniu tylko pierwsze pokolenie) żył szczęśliwy, bez trosk czy zmartwień. Niczym się nie trudził, pomimo czego zawsze dysponował siłą fizyczną. Nie było konieczności uprawy ziemi, rodzącej na dziko potrzebne pokarmy. Obfite były stada, prawdopodobnie owiec, nie było biedy. Życie pędzono na ciągłych ucztach. Złote pokolenie nie ulegało starzeniu, a po szczęśliwym życiu po prostu jakby zapadało w sen. Owidiusz dopowiada jeszcze do tego obrazu brak obwieszczeń ze spiżu, brak potrzeby sądu w powszechnej prawości i uczciwości. Nie było bowiem wojen, grodów nie otaczano murami w celach obrony, nie wykonywano też broni. Z drugiej strony nie wynaleziono jeszcze żeglugi morskiej i człowiek znał jedynie brzegi krainy swych narodzin. Nie znano też zimy ani jesieni, ani lata, pośród wiecznej wiosny zboża same obdarowywały ziarnem, na łąkach rosły kwiaty, a strumieniami płynęła nie sama woda, ale nektar albo i mleko. Miód z kolei dostępny był na drzewach. Tak więc ród ludzki wiódł życie bogów.
Hezjod pisze dalej, że gdy zaś umarło to lubiane przez bóstwa pokolenie, Zeus, uzyskawszy wtedy władzę nad światem, przemienił tych ludzi w dobre dajmony (daimones hagnosi), a więc przyznał im status pośledniejszych bóstw, by strzegły pokoleń późniejszych. Odtąd chroniły następne pokolenia ludzi przed złem, przemierzając ziemię w okryciu mgły i obserwując dążenia późniejszych rodzajów ludzi. Obdarowują ich niekiedy bogactwami. W miejsce złotego pokolenia bogowie uczynili następnie pokolenie srebrne i nastał srebrny wiek.
W Rzymie zidentyfikowano Kronosa z Saturnem. Uznano, że złoty wiek musiał trwać wtedy, kiedy Saturn jeszcze panował w Auzonii, czyli Italii, siedzibę swą mając tam, gdzie postawiono później świątynię Jowisza na Kapitolu. Ludzie propagowali wtedy weganizm, nie zabijając zwierząt. Ludzkość pozostawała z bogami w dobrych relacjach. Sam Saturn dopiero rozpropagował użycie sierpa, który stał się jego atrybutem, i w końcu rolnictwa. W domostwach nie używano drzwi, gdyż nie znano jeszcze kradzieży. Nikt też nie miał nic do ukrycia. Kolejni autorzy opisywali samobarwiącą się jeszcze na owcach wełnę czy wspaniałe jeżyny.
Z kolei Robert Graves pisze, że ludzie nie mieli zostać stworzeni przez bogów ani Prometeusza, ale zostać zrodzonymi z samej Ziemi jako najdoskonalszy z jej owoców. Rodzenie takie miało mieć miejsce zwłaszcza w Attyce. Pierwszym przedstawicielem złotego pokolenia byłby jednak Alalkomeneus, doradca Zeusa i nauczyciel Ateny, który powstał w Beocji nad jeziorem Kopais. Było tak dawno, że nie było jeszcze Księżyca na niebie. Pokolenie jego żywiło się żołędziami, dziko rosnącymi owocami i miodem ściekającym wprost z drzew. Napitkiem było mleko dostarczane im przez owce i kozy. Nie było starości, a życie mijało na tańcu i śpiewie. Po tym pokoleniu pozostały ich dusze, zamieszkujące okolice wiejskie, broniące sprawiedliwości i przynoszące szczęście. Graves interpretuje mit na swój sposób. Widzi w nim echo kultu plemiennego bogini-pszczoły, którego okrucieństwo miało już w czasach Hezjoda ulec zapomnieniu i zastąpieniu przez idealizację dawnych czasów, z ludźmi żyjącymi jak pszczoły. W Alalkomeneusie, opiekunie, widzi zaś męski odpowiednik jednego z tytułów Ateny, Alalkomeneis, która jako kobieta w patriarchalnym społeczeństwie mądrość swą zawdzięczać musiała nauczycielowi płci męskiej. Brak Księżyca tłumaczy zaś autor późniejszym jego pochodzeniem od Zeusa.